# Kemenessömjén
Kemenessömjén község Vas vármegyében, a Celldömölki járásban.

## Fekvése
Vas vármegye keleti szélén, a Kisalföld déli részén fekszik, a Kemeneshát és a Marcal-medence találkozásánál, mintegy 5 kilométerre észak-északnyugatra Celldömölktől. Területének nagyobb része enyhén hullámos síkság, a Cinca-patak mellékén főként megművelt területekkel, rétekkel, amelyet északnyugatról szőlőhegyek szegélyeznek.
A szomszédos települések: északkelet felől Vönöck, kelet felől Kemenesszentmárton, dél felől Celldömölk, nyugat felől Kemenesmihályfa, északnyugat felől pedig Csönge. Közigazgatási területe délkelet felől, egy rövid szakaszon érintkezik még Mersevát határával is.

### Megközelítése
Csak közúton közelíthető meg, Kemenesmihályfa vagy Vönöck érintésével, mindkét irányból a 8454-es úton. Keleti határszélét érinti még a 8611-es út is, de ez a lakott területeit messze elkerüli.
A legközelebbi vasúti csatlakozási lehetőséget a Székesfehérvár–Szombathely-vasútvonal Kemenesmihályfa megállóhelye kínálja, a község központjától mintegy 3 kilométerre nyugatra.

## Története

### Őskori emlékek
A környék történelméről legkorábbi adatok az újkőkor idejéből származnak. Ebben a korban még összefüggő erdőségek borították a tájat. Ekkor vándoroltak be a Marcal-medence irányából a Nyugat-Balkán felől érkező újkőkori közösségek. Ők ismertették meg a már itt élő emberekkel a fejlettebb gazdálkodó életformát. Megélhetésüket főként juh-, kecske-, szarvasmarha-, és sertéstenyésztés biztosította, de az erdőirtással nyert területeken már földműveléssel is foglalkoztak.
Ebből az időkből származnak a dunántúli vonaldíszes kerámia kultúra leletei, amelyek -többek között- Kemenessömjéntől néhány km-re, Tokorcson kerültek elő. Az ezt követő, az úgynevezett lengyeli kultúra idejéből szintén tártak fel a régészek ősi településmaradványokat.
A bronzkorban a Rába völgye fontos közlekedési útvonal volt a vándorló népcsoportok számára. A makói kultúra egyik fontos települése volt a közelben, Ostffyasszonyfa határában, amelynek maradványai a Pannonia-Ring építésének estek áldozatul. Ekkor az itt élő népek már kiterjedt kereskedelmet folytattak a leletek tanúsága szerint.
A későbbiekben érkeztek a területre a halomsíros kultúra megalapítói. Központi településük és bronzműves központjuk a közeli Ságon volt. Ők honosították meg a jellegzetes hamvasztásos urnamezős temetkezési stílust.
A vaskori (Kr. e. 8-7. századtól) népességnek valószínűleg szintén a Sághegyen volt a központi telepük. Ennek nyomai azonban mára teljesen eltűntek. Azonban községünktől nem messze -Csönge határában- egy kis település maradványaira bukkantak. A feltárt földbe mélyített, lekerekített sarkú, négyszögletes, faszerkezetes, tapasztott falú házrészlet a kor vízparti telepeinek egyedülálló emléke.
Az időszámításunk előtti 5. században jelentek meg a tájon a nyugat felől érkező kelták. Legismertebb emlékük a Sitke és Ostffyasszonyfa közötti Földvár-major helyén épült erődítmény. Sáncai és területe mára beerdősült. Magas szintű termelési ismeretekkel rendelkeztek: vaskohászat, vasekék használata; ezenkívül valószínűleg ekkor terjedt el a szőlőművelés is.

### A Római Birodalomtól a honfoglalásig
Dunántúl, az egykori Pannónia Kr. u. 43-tól a Római Birodalomhoz tartozott. A tartomány fejlett úthálózattal rendelkezett. Kemenessömjén mellett egy hadiút haladt el, Vönöck-Kemenesmihályfa irányába, melynek nyomai ma is láthatók. Ezek egykor 4–5 m széles, domború, jól kavicsozott utak voltak. A Sághegyen már a római korban is bányásztak bazaltot, melyet Savaria útjainak burkolásához használtak fel. A hegy körüli villák az egykori szőlőműveléssel állhattak kapcsolatban. A folyók átkelőhelyeinél út- és őrállomások működtek. Közelükben voltak a kisebb települések, és álltak a földbirtokkal rendelkezők lakóhelyei, birtokközpontjai.
A római uralom Pannóniában több, mint 300 éven át tartott, aminek a népvándorlás vetett véget. Kr.u. 379-ben Pannóniába a gót-hun-alán népcsoport tört be.
A hun-birodalom szétesése után a nyugati országrész elnéptelenedett. A terület csakúgy, mint a Kárpát-medence jelentős része szinte a népek országútjává vált. Az egykor virágzó római kori kultúra lassan feledésbe merült, csak az itt-ott fellelhető romok jelezték, hogy valaha szebb időket is látott a táj. A vidéken a keleti gótok, majd a longobárdok telepedtek le. A VI. században e népek elhagyták Itália felé a területet, és nyomukban az avarok elfoglalták a Dunántúlt. A község délkeleti határában feltárt avar kori sírok azt bizonyítják, hogy a falu már ekkor létezhetett, vagy legalábbis a környéke lakott volt.
A VII. században a frankok betörtek az avar szállásterület nyugati gyepűvidékére, majd 795-ben a nyugati avar országrész meghódolt a frank király előtt. A terület kb. a Marcal folyó vonaláig a Frank Birodalomhoz tartozott. A IX. században Szvatopluk vezetésével a morvák feldúlták Pannóniát.
895 tavaszán Árpád fejedelem a magyar fősereggel átkelt a Vereckei-hágón, és megkezdődött a honfoglalás. Vas vármegye területére Öcsöb, Őse és Bulcsú vezérletével érkeztek meg a magyarok.

Erről az időszakról nagyon kevés tárgyi emlék maradt fenn. Ezek közül érdemes megemlíteni a Kemenesszentmártonban és Celldömölk egyik temetőjében talált lovassírokat.

### A középkor
A község első írásos említése 1280-ból való, illetve más források szerint 1331-ből, ahol a falut és nemeseit említik (nobiles de Semyen). A falu egykor a Cinca-patak közelében helyezkedett el, és csak később, a tatárjárás pusztításai után épült újjá a mai helyén. Ezt látszik igazolni az is, hogy a Cinca patak partoldalain több Árpád-kori és középkori lelőhelyet fedeztek fel a régészek.
A falu neve feltehetően a Simeon (Simon) görög név magyar változatából, a Semjénből származik. A hagyomány szerint erre a vidékre a honfoglalás idején egy Simeon nevű vitéz érkezett.

Hasonló eredetű településneveket máshol is találunk az országban: ilyen pl. Érsemjén, Kállósemjén, Kérsemjén... stb.

A Kemenes előtagot csak később kapta a község, ez a tájra, a Kemeneshátra, illetve a Kemenesaljára utal.
A Kemenessömjén névvel csak az 1863-ban megjelent "Magyarország helységnévtárában" találkozhatunk. 1339-ben már a falu Kisboldogasszonynak szentelt templomáról is megemlékezik az írás.
A község egyik első birtokosai az Osl nemzetségbeli Ostffyak voltak. 1346-ban Osl két fia, János mester és Domonkos macsói bán megosztották itt birtokaikat. Hosszú évszázadokig az Ostffy család maradt Sömjén birtokosa, itteni tulajdonaikról egészen az 1780-as évekig vannak kimutatható adatok.

### A török hódoltság
A falu a török hódoltság idején, főleg Pápa eleste után került nehéz helyzetbe. Feltehetően a székesfehérvári török iszpáhik adóztatták meg Sömjént. Ekkor a földtulajdonosok között találjuk Török Bálintot is, akit jól ismerhetünk Gárdonyi Géza: Egri csillagok című regényéből. A szomszédos község, Kemenesmihályfa római katolikus plébániáján őriznek egy -ebből a korból fennmaradt vasból kovácsolt- kettős keresztet, a kereszt csúcsán török félholddal. A hagyomány szerint a félhold a kereszten azt jelentette, hogy a törökök kirabolták Kemenesmihályfát. Valószínűleg Kemenessömjént is.
Egy 1549-ből származó rovásadójegyzék szerint 6 és fél porta, 6 adómentes új ház, egy nemesi kúria, és 15 zsellér volt a faluban.
1553-ban pestisjárvány tizedelte meg a falu lakosságát, melynek során 4 ház néptelenedett el.
A XVI. században többször cserélt gazdát a község. A hadiszerencsétől függően hol a Magyar Királysághoz, hol a Török Birodalomhoz tartozott.
1567-ben a törökök ellen felvonuló császári csapatok Kemenessömjénen vonultak keresztül. A feljegyzések szerint 27 jobbágy volt ennek a kárvallottja.
1570-ben tűzvész pusztított a községben, 9-10 ház égett porrá.
1600 után az enyingi Török István pápai várkapitány a falu egyik részének birtokosa. A község birtokosa még a szintén pápai Esterházy család is. Ez idő tájt jelentek meg a községben a későbbiekben olyan fontos szerepet játszó kisbirtokosok is.
Egy 1649-ben történt összeírás szerint a sömjéniek úgy emlékeztek, hogy Pápa vesztésekor kezdtek a töröknek adót fizetni, nevezetesen Cseri basának, török földesuruknak 25 forintot, a császárnak (bár valószínűleg inkább a szultánnak) pedig 5 forintot évente. Bethlen hadjáratakor a segédcsapatul szegődött Juszup iszpaha hódoltatta meg őket, és ettől kezdve 30 forintot, 10 pint vajat és mézet adtak.
1664 környékén újra nehéz idők jöttek, a török hadak szinte az egész vidéket felégették, és a környező falvak összefogva segítettek Asszonyfa kis palánkvárának védelmében és újjáépítésében.
Amikor a törökök Thököly második felkelésének segítése ürügyén a Dunántúlra rontottak, 40 falut égettek porrá. Ekkor történt meg Kemenesalja csaknem teljes pusztulása. Számtalan egykori falu soha nem épült újjá, nevüket csak a határrészek nevei őrzik.

### Az újkor
1697-ben Kemenessömjénnek 450 lakosa volt. Temploma a viszontagságok során nagyon romos állapotba került, 1550-ben még a római katolikusoké, de a reformáció során az evangélikusok kapták meg, akik később újjáépítették. 1732-ben, az ellenreformáció idején azonban fegyveres erővel elvették tőlük.
Berzsenyi Dániel 1799-től 1804-ig élt Sömjénben. Itt indult el költői pályafutása. Egykori présháza a Kis-hegyen áll, ma műemlék. A költő emlékét ma is büszkén őrzi a település.
Az 1835-ös évből származó összeírás szerint ekkor már 49 nemesi család élt itt.
A 19. század második felében Savanyú Jóska bakonyi betyár többször is megfordult a községben. Sömjénben akkor járt, amikor bujdosnia kellett a Veszprém vármegyei hajdúk elől, akik azonban csak a saját vármegyéjük határáig üldözhették. A betyárvilágban a juhászok voltak a legjobb segítői. A fennmaradt elbeszélések szerint a sömjéni cseri juhásznál mindig jutott számára egy jó falat, egy pohár bor, és szállás.
1888-ban épült az evangélikus templom, iskolával és tanítói lakással együtt, a helyi nemesség anyagi támogatásával. Ebből a korban születtek meg a község napjainkig meglévő kastélyai is, a Radó-kastély (1880), a Berzsenyi-kastély (1905), és a napjainkra már lebontott Deutsch-kúria.
A katolikus templommal szemben található az Erzsébet-park. Nevét az 1896-ban, a honfoglalás millenniumának tiszteletére ültetett négy hársfáról kapta. Névadója Erzsébet magyar királyné.

### A XX. század
Egy 1908-as statisztika a következőképpen jellemzi a falut:
Lakosság száma: 776 fő. Színmagyar.

Utolsó távírda és utolsó vasúti megálló: Vönöck és Celldömölk.

Plébánia és utolsó posta: Kemenesmihályfa.

Anyakönyvi kerület, körjegyzőség, ágostai evangélikus gyülekezet: helyben.

Csendőrség: Celldömölk

Rabbiság: Nagysimonyi.

Majorok: Cserfás major (Berzsenyi-major), Tómajor (Szűts major).

Hatóságok: bíró, helyettes bíró, közgyám, szülésznő, vágóbiztos.

Iskolák: ágostai evangélikus iskola.

Földbirtokos: Dr. Berzsenyi Jenő, Radó Dénes, Deutsch Mór.

Vállalkozók: ács, kovács, vegyeskereskedő, vendéglős.
Az 1920-as évek közepén Kemenessömjénben járt Kodály Zoltán zeneszerző, aki sok-sok itt gyűjtött népdallal gazdagította zeneköltészetünk tárházát.
Az 1930-as években Dr. Holéczy Zoltán orvos, régész ásatásokat végzett a községben, és a Radó-cseren avar kori sírokat talált. A leleteket a Nemzeti Múzeum őrzi.
1936-ban a sömjéni hegyen állítottak emlékoszlopot Berzsenyi Dánielnek. Ez évben járt itt Berzsenyi nyomában Németh László költő is.
1945. március 27-e jelentette a község számára a második világháború végét. A front átvonulása szerencsére sem anyagi, sem polgári áldozatokat nem követelt.
Ez évben a Radó-kastélyban járványkórház működött
1952-ben alakult meg a község első termelőszövetkezete, "Vörös Csillag" néven. A megalakuláskor 27 tagja volt. Az indulás utáni években nem igazán tudott kifejlődni a szövetkezeti mozgalom, így a gazdálkodás többször is válságba került. 1956 tavaszán 34 tagja volt a termelőszövetkezetnek.
Ez évben megalakult egy másik szövetkezet is, "Kemenesalja" elnevezéssel. A község lakóinak nagyobb részét foglalta magába, taglétszáma 60 fő volt. Ez a szövetkezet már az első években is eredményesen gazdálkodott, figyelembe véve az első szövetkezet hibáit. Az 1956-os forradalom hatására mindkét TSZ feloszlott.
1959. január 1-jén alakult újjá a termelőszövetkezet, "Előre" néven. Ennek már a lakosság 90%-a tagja volt.
1968. január 1-jén a sömjéni és a mihályfai szövetkezet egyesült, "Sömjénmihályfa Mezőgazdasági Szövetkezet" elnevezéssel. 1975-ben pedig beolvadt a kemenesszentmártoni "Úttörő" MTSZ-be, amely 2001 tavaszán jogutód nélkül feloszlott, vagyona felszámolás alatt áll.
1978-ban megszűnt a sok időt megért sömjéni iskola, bár az utóbbi évtizedekben már csak kihelyezett tagozatként működött, az 1-4. osztályosok tanultak itt, a felsősök Kemenesmihályfára jártak át.
A falu Kemenesmihályfával két alkalommal is egyesült Sömjénmihályfa néven, először 1939. január 1-jétől 1946. szeptember 1-jéig, másodszor 1982. január 1-jétől 1993. január 1-jéig. A lakosság mindkétszer a szétválás mellett döntött, bár a két falu az elmúlt néhány évtized során földrajzilag már összeépült.
A századvég felé haladva a fejlődés lépcsőfokai már gyorsuló ütemben követték egymást.
1981-ben épült fel a minden szükséges eszközzel ellátott orvosi rendelő.

1982-ben készült el a helyi vízmű. A községben minden udvaron elérhető már a vezetékes víz, mely részben a Vönöck mellett fúrt kutakból származik.

1993.január elsejétől Kemenessömjén (és vele együtt Kemenesmihályfa) újra önálló településsé vált.

1995-ben korszerű fűtésre térhettek át a község lakói, minden utcába eljutott a vezetékes gáz.

1996-ban kapcsolódott be a falu ténylegesen a telefonhálózatba. Eddig csak a posta, és a TSZ-iroda rendelkezett :telefonkapcsolattal, ezentúl a lakók számára is lehetővé vált a rácsatlakozás.

1997-ben épült ki a kábeltelevízió-rendszer, ekkor még Kemenesmihályfával közös központtal.

1999-ben felavatták és felszentelték a község új jelképeit: a címert és a zászlót.

2000. január 1-jétől önálló jegyzőség alakul Kemenessömjénben.

2004. tavaszától a Celldömölki Kábeltelevízió rendszeréhez kapcsolják a települést, melynek során elérhetővé :válik a széles sávú internet-hozzáférés is. Ezzel egyidőben kialakításra kerül az Ifjúsági Klub (eMagyarország :pont), ahol bárki hozzáférhet az internethez.

2005.: Elkezdődött a szennyvízhálózat kiépítése.

2006.: A község központjában álló, egykori Berzsenyi-kúria (a szocializmus évei alatt egy ideig Tanácsház) felújítása után ide költözhetett a polgármesteri hivatal, és a könyvtár. A régi könyvtár helyiségét, mely az evangélikus templomban van, visszakapta az egyház.
A vegyesbolt átalakítása és kibővítése miatt az addig vele egy épületben működő posta új helyszínt kapott, a csaknem 2 évig az eMagyarország-pontnak helyet adó épületben, ahol sokkal korszerűbb körülmények között működhet tovább.
Az eMagyarország pont (Ifjúsági Klub) a kultúrházban kapott új otthont.
Elkészült a község szennyvízcsatorna-hálózata, a határ délkeleti részén, a Cinca patak mellett természetközeli technológiával működő (gyökérzónás) tisztítómű létesült.

## Közélete

### Polgármesterei
- 1993–1994: Kozák János (független)[3]
- 1994–1998: Kozák János (független)[4]
- 1998–2002: Zseli Róbert (független)[5]
- 2002–2006: Zseli Róbert (független)[6]
- 2006–2007: Zseli Róbert (független)[7]
- 2007–2010: Kurucz Attila (független)[8]
- 2010–2014: Kurucz Attila (független,[9] 2012-től Jobbik)[10]
- 2014–2019: Kurucz Attila (független)[11]
- 2019–2024: Kurucz Attila (független)[12]
- 2024– : Kurucz Attila (független)[1]

A településen 2007. május 6-án időközi polgármester-választást tartottak, az előző polgármester lemondása miatt.

## Népessége
A népesség alakulásáról 1697-től vannak információk, ezeket a következő táblázat foglalja össze:
| Év        | 1697 | 1752 | 1828 | 1846 | 1870 | 1900 | 1920 | 1941 | 1960 | 1970 | 1990 | 2000 | 2008 |
| Lélekszám | 450  | 582  | 670  | 745  | 729  | 776  | 822  | 808  | 869  | 776  | 571  | 645  | 609  |

| Lakosok száma | 606  | 591  | 600  | 526  | 499  | 484  | 498  |
|               | 2013 | 2014 | 2015 | 2021 | 2022 | 2023 | 2024 |

A 2011-es népszámlálás során a lakosok 90,8%-a magyarnak, 0,5% németnek mondta magát (9,2% nem nyilatkozott; a kettős identitások miatt a végösszeg nagyobb lehet 100%-nál). A vallási megoszlás a következő volt: római katolikus 24,4%, református 2,2%, evangélikus 52%, görögkatolikus 0,2%, felekezet nélküli 4,8% (16,5% nem nyilatkozott).
2022-ben a lakosság 91,4%-a vallotta magát magyarnak, 0,4% ukránnak, 0,4% németnek, 0,2% cigánynak, 1,8% egyéb, nem hazai nemzetiségűnek (8,6% nem nyilatkozott; a kettős identitások miatt a végösszeg nagyobb lehet 100%-nál). Vallásuk szerint 36,3% volt evangélikus, 23,8% római katolikus, 1,4% református, 0,2% görög katolikus, 0,2% izraelita, 1% egyéb katolikus, 3,2% felekezeten kívüli (33,7% nem válaszolt).

## Nevezetességei
- Berzsenyi Dániel egykori présháza a Kis-hegyen, ma műemlék.
- Radó-kastély
- Berzsenyi-kastély

## Neves lakói
- 1799-től 1804-ig itt lakott Berzsenyi Dániel író, költő
- 1841-ben itt született Steuer Jónás Gyula pesti kávéház-tulajdonos

## Külső hivatkozások
- Kemenessömjén hivatalos honlapja
- Kemenessömjén a Kemenesvidék honlapon